# 戎易
戎易（1932年—2011年12月9日），男，浙江慈溪人，中华人民共和国动物营养学家、畜牧教育家、政治人物，曾任北京市人大常委会副主任，第八届全国人大代表。